# Коновалов, Иван Степанович
Иван Степанович Коновалов (ок. 1805 — 1881) — русский педагог-математик, автор учебника «Арифметики».

## Биография
Родился около 1805 года в семье «придворного нарядчика» Степана Яковлевича Коновалова (1773—1847). С 1820 года учился в Педагогическом учительском институте 2-го разряда, после закрытия которого в 1823 году был переведён в Санкт-петербургскую гимназию. После окончания гимназии учился в Санкт-Петербургском университете, естественное отделение физико-математического факультета которого окончил кандидатом в 1830 году с оставлением при университете для преподавания студентам 1-го курса начертательной геометрии (до 1832 года). Одновременно был в 1831—1832 годах учителем (старшим?) математики в низших классах 1-й Санкт-Петербургской гимназии; с 1832 года — старший учитель (преподаватель) математики гимназии.
Венгеров и Половцов утверждают, что он был профессором Императорской академии наук.
Автор одного из популярных, выдержавших три издания, учебного пособия по арифметике (Санкт-Петербург : При Имп. Акад. наук, 1833. — [4], IV, 155 с.); изучал целые числа и составил «Руководство к арифметике, содержащее отдел о целых числах и вычисления на счетах» (3-е изд. — Санкт-Петербург : тип. Дома призрения малолетних бедных, 1868. — [4], 64 с.).
Скончался 26 июня (8 июля) 1881 года, имя чин коллежского советника. Похоронен на Волковском православном кладбище.